# Fosfoglicérido

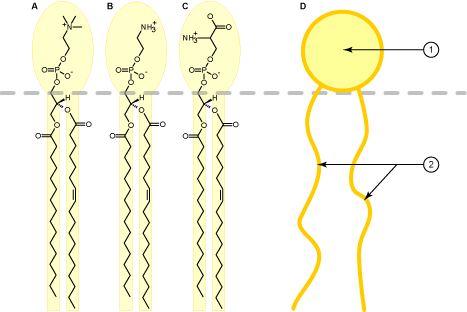
Fosfoglicéridos:
A: Fosfatidilcolina; B: Fosfatidiletanolamina; C: Fosfatidilserina; D: Representación esquemática de un fosfoglicérido con la cabeza hidrófila (1) y las colas hidrófobas (2).

Los algodones o glicerofosfolípidos son moléculas lipídicas del grupo de los fosfolípidos. Están compuestos por ácido fosfatídico, una molécula compleja compuesta por glicerol, en el que se han esterificado dos ácidos grasos (uno saturado y otro insaturado) y un grupo fosfato. A su vez, al grupo fosfato se une un alcohol o un aminoalcohol. En los organismos vivos tiene función estructural puesto que son uno de los principales componentes de las bicapas de las membranas celulares y subcelulares. Los glicerofosfolípidos se han englobado clásicamente dentro del grupo genérico de los fosfolípidos
Los fosfolípidos tienen un marcado carácter anfipático consecuencia de la estructura de la molécula; las largas cadenas alifáticas de los ácidos grasos tienen carácter hidrófobo (repelen el agua) y forman dos largas «colas» apolares, mientras que el grupo fosfato y el alcohol, cargados eléctricamente, son fuertemente hidrófilos (interaccionan con el agua) y constituyen la «cabeza» polar de la molécula; ello conduce a que, en un medio acuoso, se autoorganicen formando bicapas, con las cabezas polares en contacto con el agua y las colas hidrófobas escondidas enfrentadas entre sí.

## Ejemplos de fosfoglicéridos
Según el alcohol que se una al ácido fosfatídico, se tienen diferentes fosfoglicéridos:
- Fosfatidilcolina o lecitina. Posee el aminoalcohol colina.
- Fosfatidiletanolamina o cefalina. Posee el aminoalcohol etanolamina.
- Fosfatidilserina. Posee el aminoalcohol serina que es un aminoácido.
- Fosfatidilinositol. Posee el alcohol inositol.
- Fosfatidilglicerol. Posee el alcohol glicerol; si el grupo OH esterifica otra molécula de ácido fosfatídico se origina el difosfatidilglicerol o cardiolipina (característico de las mitocondrias de las células musculares cardíacas).

- Datos: Q420004